# Wiktor Chajes
Wiktor (Wigder) Chajes (ur. 28 września 1875 we Lwowie, zm. 1940 w Kijowie) – bankier, działacz społeczny i kulturalny Lwowa, od 1930 do 1939 wiceprezydent miasta, ofiara zbrodni katyńskiej.

## Życiorys
Wiktor Chajes urodził się 28 września 1875 we Lwowie. Był synem Aarona Szlomo Chajesa (Salomona) i Henryki (Hinde) z domu Kessler. Już jako kilkunastolatek stał się zwolennikiem asymilacji Żydów, był założycielem i przewodniczącym Asymilacyjnego Związku Obywatelskiego. Brał udział w obchodach polskich rocznic patriotycznych. Uczył się w lwowskim Gimnazjum im. Franciszka Józefa, skąd został wyrzucony za działalność narodową. Na rok przeniósł się do gimnazjum w Przemyślu. Działał w tajnym ruchu niepodległościowym Towarzystwo Przyjaciół Oświaty na obszarze Galicji. W sierpniu 1892 w ramach polskiej organizacji patriotycznej „Orzeł Biały” prowadził akcję zrywania i zamalowywania afiszy informujących o przyjeździe do Lwowa cesarza Franciszka Józefa I, za co został uwięziony. Niedopuszczony do matury wyjechał do Berlina na studia w Akademii Handlowej, które ukończył w 1895 i w tym samym roku wrócił do Lwowa.
W 1900 wraz ze szwagrem założył Dom Bankowy „Schütz i Chajes”, zbliżył się wówczas do środowiska syjonistycznego. Był aktywnym działaczem charytatywnym, inicjatorem przedsięwzięć gospodarczych, pracował dla dobra społeczności żydowskiej i polskiej. Czynnie wspierał ruch strzelecki. Działał w ramach organizacji Polski Skarb Wojskowy. W 1913 został wybrany do Rady Miasta Lwowa. Był założycielem, a od 1909 do 1922 był zastępcą prezesa zarządu Towarzystwa Szkoły Handlowej we Lwowie.
Podczas I wojny światowej zaangażował się czynnie w ruch legionowy. W lutym 1918 został jednym ze stu członków Tymczasowej Rady Miejskiej we Lwowie. W wolnej Polsce aktywnie włączył się w nurt życia społecznego i gospodarczego. Zimą 1920 współtworzył i organizował Targi Wschodnie, którymi żył do 1939 (ostatnie otworzył 2 września 1939). 12 lipca 1927 został wybrany do komisji rozjemczej giełdy pieniężnej we Lwowie. Był założycielem Muzeum Żydowskiego we Lwowie. Był wieloletnim radnym Rady Miasta Lwowa w okresie II Rzeczypospolitej, wybrany w wyborach samorządowych 1934 z ramienia listy żydowskiej. Od 1930 do 1939 sprawował urząd wiceprezydenta Lwowa. Stanowisko pełnił jako przedstawiciel mniejszości żydowskiej. Został członkiem założycielem powołanego w 1938 Stowarzyszenia „Towarzystwo Budowy Panoramy Plastycznej Dawnego Lwowa”. Publikował w prasie artykuły o tematyce gospodarczej i politycznej.
Po wybuchu wojny współorganizował we Lwowie Komitet Pomocy dla Żołnierzy i był jego wiceprezesem. 23 września 1939, w dzień po kapitulacji Lwowa przed Armią Czerwoną, został aresztowany przez NKWD wraz z pozostałymi prezydentami (Stanisławem Ostrowskim, Janem Weryńskim i Franciszkiem Irzykiem). Inne źródło podało zatrzymanie w październiku 1939. Osadzony w więzieniu na Zamarstynowie, w więzieniu Brygidki we Lwowie, skąd wiosną 1940 został przewieziony do opróżnionego już obozu w Starobielsku. W 1940 został zamordowany w więzieniu NKWD w Kijowie przy ul. Karolenkiwskiej 17. Jego nazwisko znalazło się na tzw. Ukraińskiej Liście Katyńskiej opublikowanej w 1994 (został wymieniony na liście wywózkowej 42-400 oznaczony numerem 3089). Został pochowany na otwartym w 2012 Polskim Cmentarzu Wojennym w Kijowie-Bykowni.
26 lutego 1902 poślubił Celinę (wzgl. Cecylię) z domu Sternbach (1877–1947). We Lwowie mieszkał przy ulicy Pułaskiego 1.
Pozostali dwaj zastępcy prezydenta Lwowa z lat 30. Stanisława Ostrowskiego, tj. Franciszek Irzyk i Jan Weryński, także zostali ofiarami zbrodni katyńskiej dokonywanej na terenach ukraińskich.

## Odznaczenia
- Krzyż Oficerski Orderu Odrodzenia Polski (9 listopada 1931)[15]
- Złoty Krzyż Zasługi (11 listopada 1937)[16]
- Medal Niepodległości (4 listopada 1933)[17]